# Partido Pirata (República Checa)
El Partido Pirata Checo (Checo: Česká pirátská strana) o Pirates (Checo: Piráti) es un partido político de la República Checa, fundado en junio de 2009 por Jiří Kadeřávek. Es el tercer partido más votado en las elecciones legislativas checas de 2017. El programa del partido se enfoca en transparencia política, la rendición de cuentas, anticorrupción, gobierno electrónico, pequeñas empresas, prevención de evasión fiscal, elementos de democracia directa como participación pública en la toma de decisiones, desarrollo local, libertades civiles y políticas, reformas introducidas para la tributación, educación, ciencia, salud, medio ambiente, cultura, industria y comercio, agricultura, sistema de justicia y relaciones exteriores.

## Resultados electorales
El partido participó en las elecciones generales de mayo de 2010, [12] logrando el 0.8% de los votos. [13]
El 21 de diciembre de 2010, el partido creó un servidor con información para denunciar irregularidades llamada PirateLeaks con un espejo en WikiLeaks. En él se ofrece información y pruebas sobre corrupción en el gobierno checo así como a documentos de la administración pública que deberían estar a disposición del público según la Ley de libre acceso a la información pero que las autoridades se niegan a divulgar sin solicitud formal definida por la ley.
En las elecciones locales al Senado celebradas el 18-19 de marzo de 2011 en Kladno, obtuvieron el 0,75% de los votos. 
En las elecciones al Senado checo de 2012, el Partido Pirata checo presentó a tres candidatos; uno de ellos fue una co-nominación con otros dos grupos. Este candidato, Libor Michálek, fue elegido senador en la segunda ronda de votación. Su escaño en el senado convirtió al Partido Pirata Checo en un partido parlamentario.
En las elecciones locales de 2014, el partido tuvo éxito en varios municipios y distritos, especialmente en Praga, donde ganó 4 escaños en el Ayuntamiento y 10 concejales locales, y en Mariánské Lázně, donde ganó las elecciones y asumió el cargo de alcalde Vojtěch Franta, arquitecto de 29 años.
En las elecciones parlamentarias de 2017, el Partido Pirata Checo logró el 10.76% de los votos (22 escaños) quedando en tercer lugar después del ANO y el Partido Democrático Cívico ODS y llegando por primera vez a la Cámara de Diputados del Parlamento de la República Checa. En Praga, el partido logró el 18% de los votos logrando el segundo lugar. Un total de 546.393 votantes apostaron por este partido superando las propias expectativas de éxito del partido.

### Elecciones a la cámara de diputados
| Año   | Voto    | Voto % | Escaños | ±     | Puesto | Gobierno?            |
| ----- | ------- | ------ | ------- | ----- | ------ | -------------------- |
| 2010  | 42,323  | 0.8    | 0/200   | Nuevo | 11th   | extra-parliamentario |
| 2013  | 132,417 | 2.66   | 0/200   | 0     | 9th    | extra-parliamentario |
| 2017  | 546,393 | 10.79  | 22/200  | 22    | 3rd    | Oposición            |
| 2021a | 839,448 | 15.61  | 4/200   | 18    | 7nt    | Coalición            |

a Dentro de la coalición Piratas y Alcaldes.

### Parlamento Europeo
| Año  | Partido Europeo | Voto         | Voto % | Escaños | +/-   |
| ---- | --------------- | ------------ | ------ | ------- | ----- |
| 2014 | PPEU            | 72,514 (#8)  | 4.78   | 0/21    | Nuevo |
| 2019 | PPEU            | 330,844 (#3) | 13.96  | 3/21    | 3     |
| 2024 | PPEU            | 184,091 (#6) | 6.20   | 1/21    | 2     |

### Elecciones al Senado
| Año  | Candidatos | Votos | Mejor resultado                    | Mejor resultado | Mejor resultado | Mejor resultado | Returned Deposit | Escaños | Escaños | Estado contribución |
| Año  | Candidatos | Votos | Candidato                          | distrito        | votos           | %               | Returned Deposit | gained  | cambio  | Estado contribución |
| ---- | ---------- | ----- | ---------------------------------- | --------------- | --------------- | --------------- | ---------------- | ------- | ------- | ------------------- |
| 2010 | 1          | 1.131 | Pavel Přeučil (no party)           | no. 19          | 1.131           | 2.77%           | 0                | 0       | -       | 0,-                 |
| 2011 | 1          | 205   | PaedDr. Ivo Vašíček                | no. 30          | 205             | 0.75%           | 0                | 0       | -       | 0,-                 |
| 2012 | 3          | 7.947 | Mgr. MPA Libor Michálek (no party) | no. 26          | 5.520           | 24.31%          | 1                | 1       | +1      | CZK 285 000,-.      |

### Elecciones regionales
| Año  | Voto   | Voto % | Escaño | +/-   | Lugar | Notas                                      |
| ---- | ------ | ------ | ------ | ----- | ----- | ------------------------------------------ |
| 2012 | 57,805 | 2.19   | 0/675  | Nuevo | 29    |                                            |
| 2016 | 44,070 | 1.74   | 5/675  | 5     | 24    | Junto a la lsitao Verdes (República Checa) |

## Dirección del partido

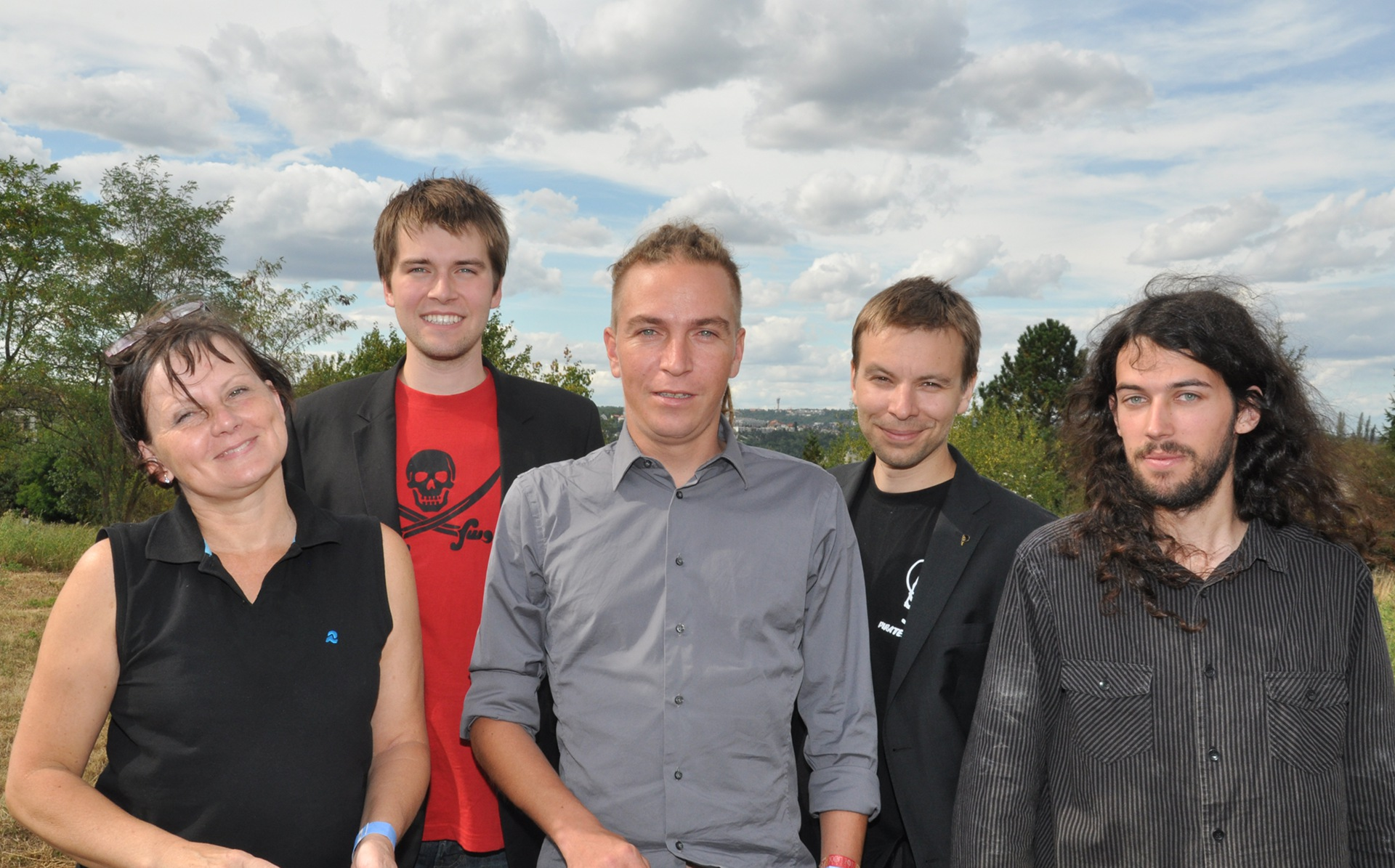
Dirección del Partido Pirata Checo elegida en 2012: Lenka Matoušková, Jakub Michálek, Ivan Bartoš, Marcel Kolaja, Mikuláš Ferjenčík.

### Presidencia
| Orden | Nombre            | Periodo     |
| ----- | ----------------- | ----------- |
| 1.    | Kamil Horký       | 2009        |
| 2.    | Ivan Bartoš       | 2009 - 2013 |
| 3.    | Jakub Michálek    | 2013        |
| 4.    | Ivan Bartoš       | 2013 - 2014 |
| 5.    | Jana Michailidu   | 2014        |
| 6.    | Lukáš Černohorský | 2014 - 2016 |
| 5.    | Ivan Bartoš       | 2016–actual |

### Vicepresidencias
| Posición            | Nombre         |
| ------------------- | -------------- |
| 1.er Vicepresidente | Vojtěch Pikal  |
| 2.º Vicepresidente  | Martin Šmída   |
| 3.er Vicepresidente | Jakub Michálek |
| 4.º Vicepresidente  | Mikuláš Peksa  |